# Transit
«Транзит»,Transit (также известная как NAVSAT Navy Navigation Satellite System) — первая в мире спутниковая система навигации.
Главным пользователем системы были ВМФ США для обеспечения информацией о точных координатах своих атомных подводных лодок с баллистическими ракетами (ПЛАРБ) класса «Джордж Вашингтон» — носителей баллистических ракет «Поларис». Также она использовалась как навигационная система надводных судов флота, а также для гидрографических и геодезических исследований. Transit непрерывно предоставляла услуги навигации с 1964 года, вначале для подводных лодок, а затем и для гражданских нужд.

## История

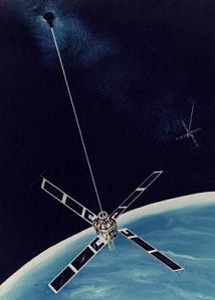
КА Transit в работе

Система начала разрабатываться в США в 1958 году. Разработка спонсировалась ВМФ, а велась совместно агентством DARPA и Лабораторией прикладной физики университета Джонса Хопкинса под руководством доктора Ричарда Кершнера (англ. Richard Kerschner). Координаты рассчитывались на основе приёма и выделения доплеровского сдвига частоты передатчика одного из 6-7 навигационных космических аппаратов. При этом последний находился в поле видимости в течение примерно 40 мин. В сентябре 1959 года на орбиту выведен первый навигационный искусственный спутник этой системы Transit 1A. Этот спутник не смог достичь орбиты. Второй спутник Transit 1B был успешно запущен 13 апреля 1960 года с помощью ракеты-носителя Thor-Ablestar. Первые успешные тесты системы прошли в 1960 году, а в 1964 году она вступила в эксплуатацию, обеспечивая навигационными данными американские атомные ракетные подводные лодки класса «Джордж Вашингтон» и запускаемые с этих лодок баллистические ракеты «Поларис». Масса НКА — 56 кг. Рабочие частоты - 400 и 150 МГц. Недостатком системы был охват не всей территории Земли и ограниченное время доступа к системе.
Определение координат базировалось на эффекте Доплера. Спутники вращались по известной траектории, вещали на известной частоте. До приемника же доходил сигнал несколько другой частоты (в этом и есть суть эффекта). По смещению частот сигналов от нескольких спутников высчитывалось местоположение. Спутники позволяли определять местоположение в каждой точке земного шара каждые полтора часа с точностью до 200 метров. Спутниковая система Transit просуществовала до 1996 года.
Годом рождения Глобальной системы позиционирования (Navstar Global Positioning System, более известное как сокращение GPS) можно считать 1973, когда министерство обороны США инициировало процесс унификации навигационных систем (разные ведомства работали над разными системами, которые были несовместимы).
Для коммерческого использования эта система была предоставлена в 1967 году, причем число гражданских потребителей вскоре существенно превысило число военных. Гражданская система обеспечивала достаточно высокую точность определения координат для медленно движущихся и стационарных объектов (единицы метров при геодезических работах). К концу 1975 года на круговых околоземных (высота около 1000 км) орбитах находилось 6 НКА.
К настоящему времени система используется лишь для проведения исследований ионосферы.